# 黒岩村 (高知県)
黒岩村（くろいわむら）は、高知県高岡郡にあった村。現在の佐川町の北端および越知町の仁淀川右岸かつ柳瀬川左岸にあたる。

## 地理
- 山岳：清宝山
- 河川：仁淀川、柳瀬川

## 歴史
- 1889年（明治22年）4月1日 - 町村制の施行により、黒原村・大田川村・平野村・柴尾村・宮地村・浅尾村・南片岡村・四ツ白村・二ツ野村・中野村・瑞応村・庄田村の区域をもって発足。
- 1954年（昭和29年）3月20日 - 佐川町・斗賀野村・尾川村と合併し、改めて佐川町が発足。同日黒岩村廃止。
- 1958年（昭和33年）4月1日 - 佐川町のうち旧村域の一部（大字柴尾・宮地・浅尾・南片岡）が越知町に編入。